# Tipula esakiana
Tipula esakiana är en tvåvingeart som beskrevs av Alexander 1933. Tipula esakiana ingår i släktet Tipula och familjen storharkrankar. Inga underarter finns listade i Catalogue of Life.